# Градимир Смуђа
Градимир Смуђа (Нови Сад, 1956) српски је аутор стрипова, карикатуриста и сликар. Од 1982. живи у Француској и Италији. Тренутно је становник италијанског града Луке.
Најпознатији је по стрипском серијалу „Кабаре Муза“ о сликару Тулузу-Лотреку. Овај стрип је објављиван на француском, холандском, шпанском, српском, немачком, мађарском и италијанском језику.

## Објављени радови

### Стрипови
- -  (2003),  978-2-84055-998-6
- -  (2004),  978-2-84789-171-3
- -  (2005),  978-2-84789-780-7
- -  (2007).  978-2-7560-0565-2.
- -  (2008),  978-2-7560-1123-3

### Уметничке књиге
- (1991),  978-3-85819-163-2
- Wurmet, Beat; Smudja, Gradimir; Simoni, Carlo De (1999). Schneeflöckli: ein Bilderbuch zum Mitsingen. Vertrieb: Wudesi.
- (2000),  978-3-905691-00-9

## Признања (секција под израдом)
- Звање Витез од духа и хумора (Гашин сабор, 2018), додељују Центар за уметност стрипа Београд при Удружењу стрипских уметника Србије и Дечји културни центар Београд[1]